# Giovanni Martinolich
Giovanni Martinolich (Trieste, 22 giugno 1884 – Trieste, 25 luglio 1910) è stato uno scacchista italiano.

## Biografia
Imparò a giocare a scacchi alla Società Filarmonica di Trieste, animata da Nicolò Sardotsch. Nel 1901 fu studente al politecnico di Vienna e conobbe Milan Vidmar, Gustav Neumann e Julius Perlis. Tornato a Trieste fondò la Società Scacchistica Triestina.
Nel torneo sociale del 1903 si classificò 2º dopo Vincenz Hrubý e in quello del 1905 2º dopo Matteo Gladig.
Tornò a Vienna nel 1905 per intraprendere studi legali e partecipò al torneo invernale del Wiener Schachklub, classificandosi 4º dopo Leopold Löwy, Vidmar e Tartakower.
Nel 1906 partecipò in estate al torneo secondario del 15º Congresso della Federazione Tedesca a Norimberga e in Ottobre al 10º torneo nazionale italiano di Milano, vincendolo davanti a Stefano Rosselli, Arturo Reggio, Luigi Miliani e altri. Il torneo nazionale era considerato all'epoca il campionato italiano.
Nel 1907 si classificò 9º a Vienna, a pari punti con Rudolf Spielmann e Heinrich Wolf, davanti ad Adolf Albin, Leopold Löwy e Ladislav Prokeš.
Nel 1909 vinse infine il torneo sociale della Società Scacchistica Triestina, davanti a Matteo Gladig.
Morì a Trieste a soli 26 anni, per problemi cardiaci.